# رونا میترا
رونا ناتاشا میترا (به انگلیسی: Rhona Natasha Mitra) (زادهٔ ۹ اوت ۱۹۷۵ در لندن) بازیگر انگلیسی سینمای هالیوود است.

## زندگی
رونا در زادهٔ ۹ اوت ۱۹۷۵ در لندن زاده شد. پدرش آنتونی میترا یک جراح زیبایی دورگه هندی-انگلیسی است.

## حرفه
رونا میترا کار حرفه ایش را با بازی رومانتیک در نقش‌های کوچک سینمایی آغاز کرد، او در چند سال اخیر با گرفتن نقش‌های اکشن در هالییود مثل بازی در فیلم جهان زیرین: ظهور لایکن‌ها مطرح شده‌است. ه م چنین وی در سریال دروازه‌ها که پس از یک فصل کنسل شد نقش اصلی را ایفا می‌کرد، او همچنین در فیلم روز رستاخیز بازی کرده‌است.او در فیلم سگ‌های جنگ نیز بازی کرده است.